# Паприка (род)
Паприка је род биљака из фамилије помоћница (Solanaceae). Природни ареал распрострањења паприке су Централна и Јужна Америка (биогеографско царство Неотропис), али се услед економског значаја и употребе у исхрани људи паприка данас узгаја у читавом свету. На простору Балкана је најпознатија и најзначајнија врста Capsicum annuum, која је у Европу стигла преко Шпаније у 16. веку.
Паприка се користи као поврће, зачин и лек. Користи се свежа, конзервирана (туршија), сува или сува млевена (или „туцана“).
Род паприка обухвата једногодишње биљке, висине до 1 m. Листови паприке су јајасти са зашиљеним врхом. Цвета у мају, а цветови су бели, црвени, светложути или љубичасти. Плод је купаст или лоптаст. Мирис и укус плода (благ, сладак до папрено љут) зависи од сорте и зрелости. Дуж нерава постоје жлезде које синтетишу алкалоид капсаицин („одговоран“ за љутину и лековитост паприке). Основни број хромозома је x=12.

## Имена паприке
Постоји мноштво имена за плод појединих сорти паприке. Најпознатија су паприка, пфеферони, чили. Чили је назив за неколико врста и сорти паприке које се на територији Мексика узгајају још од 3000. године п. н. е.

## Систематика и географија рода
Род Capsicum обухвата око 25 врста. Постоји претпоставка да је број врста још већи и да ће се детаљнијим истраживањима Неотрописа описати и нове врсте. Један од проблема класификовања врста унутар рода је питање сродности три од укупно четири гајене врсте (Capsicum annuum, Capsicum frutescens и Capsicum chinense). Поједини аутори их сматрају одвојеним сестринским врстама, док Pickersgill сматра да је статус посебних врста нелегитиман.
| Научно име врсте                  | Распрострањење                              |
| --------------------------------- | ------------------------------------------- |
| L., 1753                          | Северна Колумбија и јужни део САД           |
| L., 1767                          | Аргентина, Боливија, Бразил, Парагвај, Перу |
| Hunz., 1969                       | Бразил                                      |
| Sendt., 1846                      | југ Бразила                                 |
| Heiser & Smith, 1958              | Боливија                                    |
| Hunz., 1950                       | Аргентина, Боливија, Парагвај               |
| Jacq., 1777                       | цео Неотропис                               |
| (Rusby) Hunz., 1956               | Боливија, Перу                              |
| (Hiern) Hunz., 1956               | југ Бразила                                 |
| (Miers) O.K., 1891                | Колумбија                                   |
| Bitter, 1920                      | југоисток Бразила                           |
| Hunz., 1950                       | Аргентина, Боливија                         |
| Barboza & Bianchetti, 2005        | Бразил                                      |
| Hunz., 1956                       | Еквадор                                     |
| (Dammer) Hunz., 1956              | Колумбија, Еквадор                          |
| (Miers) O.K., 1891                | Еквадор                                     |
| Barboza & Bianchetti, 2005        | Бразил                                      |
| (Greenm.) Morton & Standley, 1940 | Мексико, Гватемала                          |
| (Dunal) O.K., 1891                | Бразил                                      |
| (Rusby) Hunz., 1956               | Аргентина, Боливија, Парагвај               |
| Mart ex. Sendt, 1846              | југ Бразила                                 |
| Sendt., 1846                      | Колумбија, североисток Бразила, Венецуела   |
| Barboza & Bianchetti, 2005        | Бразил                                      |
| Heiser & Smith, 1956              | југ Бразила                                 |
| Ruiz & Pav., 1794                 | цео Неотропис                               |
| Hunz., 1961                       | Перу                                        |
| Sendt., 1846                      | Аргентина, југ Бразила, југоисток Парагваја |
| Eshbaugh, Smith & Nickrent, 1983  | Перу                                        |
| Sendt., 1846                      | југ Бразила ., Север Аргентине              |